# Gustav Walter
Pour les articles homonymes, voir Walter.

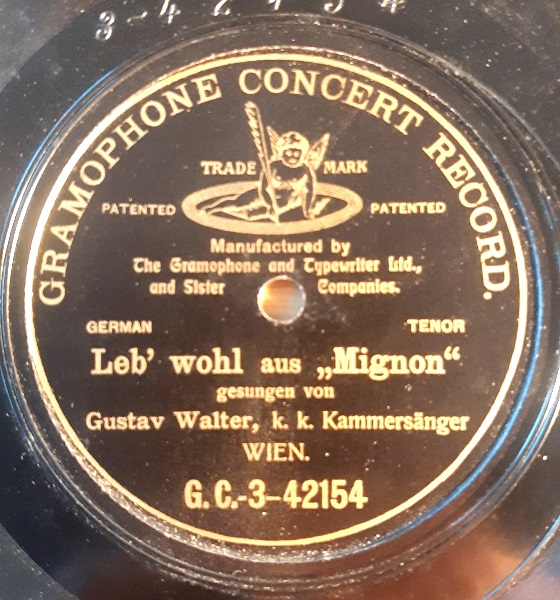
Disque 78 tours de Gustav Walter (Vienne, 1904).

Gustav Walter, né le 11 février 1834 à Bilin (Bohême, dans l'empire d'Autriche) et mort le 30 ou 31 janvier 1910 à Vienne (Autriche-Hongrie), est un chanteur d'opéra autrichien ténor qui s'est produit pendant plus de trente ans à l'opéra impérial de Vienne et a remporté de grands succès dans des œuvres de Mozart et de Wagner. Il était aussi un chanteur de lied et un professeur de chant reconnu dans l'Europe entière.

## Biographie
Walter vient d'une famille de boulangers du nord-ouest de la Bohême qui avait beaucoup d'enfants et jouait beaucoup de musique. Il reçoit des cours de violon, fréquente le lycée puis étudie le violon à Prague. Parallèlement, il termine également l'école polytechnique, retourne dans sa ville natale et y travaille à partir de 1853 comme commis ou ingénieur dans la sucrerie des princes Lobkowitz. Le chapelain du palais, le Père Anton Prochaska, découvre le voix de Walter et l'envoie à Prague au professeur de chant Franz Vogl, pour lui faire prendre des leçons,. Walter fait ses débuts en 1855 dans l'opéra de Donizetti Lucia di Lammermoor au théâtre de la ville de Brünn, où l'on ne sait s'il a interprété le rôle d'Edgardo ou celui d'Arturo. La chanteuse d'opéra de la cour de Vienne, Rosa Csillag, lui recommande vivement d'aller à Vienne, et il est rapidement embauché par l'opéra impérial de Vienne sous contrat.

### Opéra impérial de Vienne
Gustav Walter y monte sur scène en 1856, remportant tout de suite l'adhésion du public dans le rôle de Gomez dans Une étape de nuit à Grenade de Conradin Kreutzer, et se fait ensuite encore mieux apprécier dans de grands rôles. Il est le premier Walter von der Vogelweide de Vienne dans Tannhaüser de Wagner, il crée plusieurs rôles de Verdi (Manrique, le duc et Gustave III) et chante dans les premières de plusieurs opéras français, dont L'Africaine de Meyerbeer ou Roméo et Juliette de Gounod. Avec la soprano lyrique Bertha Ehnn, il est considéré comme le chanteur idéal pour les amants tragiques de Shakespeare. Walter est aussi applaudi dans Mozart. Il incarne souvent Tamino dans La Flûte enchantée, dans la saison 1886-1887 également avec sa fille Minna dans le rôle de Pamina. À l'inauguration du Nouvel Opéra sur le Ring, le 25 mai 1869, avec Don Juan de Mozart, Gustav Walter chante le rôle de Don Ottavio. Du 20 juin au 31 décembre 1880, il dirige l'opéra de la Cour au sein d'un conseil d'administration, avec Karl Mayerhofer et Emil Scaria.
Bertha Ehnn et Walter se sont également montrés en tant qu'Eva et Stolzing lors de la première à Vienne des Maîtres chanteurs de Nuremberg en 1870, bien que l'opéra n'ait pas été bien accueilli au début. Walter a également chanté le rôle-titre dans la nouvelle production des années 1870 de Lohengrin de Wagner en présence du compositeur et en 1878 a également créé la Loge dans le premier Or du Rhin viennois. En 1875, il chante le rôle d'Assad dans la première de l'opéra de Karl Goldmark, La Reine de Saba. Parallèlement à ses engagements viennois, le chanteur a également fait des apparitions dans plusieurs autres salles d'opéra importantes — à partir de 1864 à l'opéra de Francfort, en 1868 à l'opéra de Munich, en 1874-1875 au théâtre de la Cour à Wiesbaden, en 1875 à Brünn, puis à Graz et en 1885 au théâtre allemand de Prague.
Avec son rôle fétiche de Wilhelm Meister dans Mignon d'Ambroise Thomas, qu'il avait chanté au total 105 fois à l'Opéra impérial de la cour de Vienne, Walter fait ses adieux le 24 janvier 1887 après trente ans d'une carrière applaudie par le public et par ses collègues. Au total, il a joué plus d'une centaine de rôles à l'Opéra de la cour pendant plus de deux mille soirées. À l'occasion de sa retraite de la scène, il a été nommé membre honoraire de l'Opéra de cour de Vienne.

### Chanteur de lied
En plus de sa carrière  lyrique, Walter se distingue par ses succès dans des récitals publics, notamment avec des lieder de Schubert, Brahms et Dvořák. Dès 1857, il apparaît pour la première fois en tant qu'interprète de lieder de Schubert. Walter appartient au cercle d'amis de Brahms et a chanté un certain nombre de premières mondiales de lieder et de pièces vocales : 
- Le 28 fécrier 1896, il chante dans la grande salle de la Redoute de la Hofburg de Vienne pour la première de Rinaldo de Brahms, avec l'orchestre de l'opéra sous la direction du compositeur et avec la Société chorale académique de Vienne.
- La première représentation publique du recueil de lieder Liebeslieder-Walzer a lieu le 5 janvier 1870, avec Brahms et Clara Schumann au piano, ainsi qu'avec Louise Dustmann-Meyer, Rosa Girzick, Gustav Walter et Emil Krauss.
- Le 23 février 1883, toujours accompagné de Brahms, il chante les premières représentations publiques connues des deux lieder Waldeseinsamkeit, op. 85/6, et Feldeinsamkeit, op. 86.
- Lors d'un concert le 21 décembre 1888, il interprète six des nouvelles mélodies du compositeur, dont Ständchen et Auf dem See, op. 106/1-2, encore une fois accompagné de Brahms au piano[3].

En 1880, Dvořák lui dédie ses Cigánské melodie (Mélodies tsiganes), op. 55. En 1881, il donne un récital à Dresde. Selon Kutsch et Riemens, il est aussi célébré dans les salles de concert en Europe, notamment à Londres où il donne un concert en 1872 avec le London Philharmonic Orchestra et avec des pièces vocales de Mozart, Carl Riedel et Anton Rubinstein.
Après avoir quitté la scène, il continue à donner des récitals et chante dans des concerts avec chœur-orchestre, dont en 1887 à Dresde, en 1888 à Munich, en 1891 à l'occasion du centième anniversaire de la mort de de Mozart lors d'un festival Mozart à Salzbourg et en 1897 à Graz. « Il a gardé pendant très longtemps la beauté de sa voix, de sorte qu'il était encore capable de se produire après le tournant du siècle ».

### Professeur de chant
Gustav Walter était préoccupé de la transmission de son savoir et de son expérience aux générations futures. Non seulement ses enfants, mais un certain nombre de collègues et d'étudiants lui demandaient des conseils. En 1882, il est nommé professeur de technique de chant au conservatoire de la Société des amis de la musique de Vienne (aujourd'hui Académie de musique et des arts du spectacle de Vienne), et occupe ce poste pendant plus de vingt ans. Parmi ses élèves se trouvaient Mme Charles Cahier, venue de Paris, Lula Mysz-Gmeiner et Franz Pácal. Kutsch et Riemens dans leur ouvrage le décrivent comme « l'un des grands professeurs de chant de son temps ».

## Principaux rôles à l'opéra impérial de Vienne

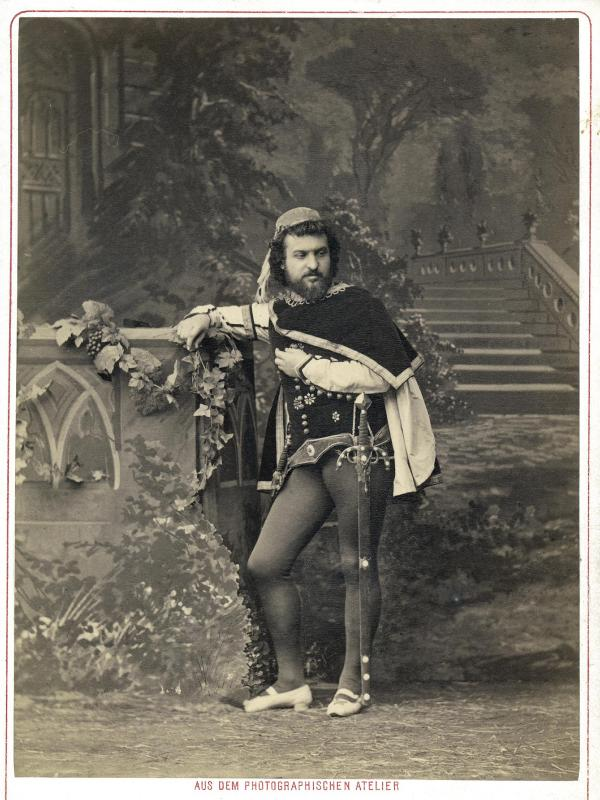
Walter en Roméo.

Pour autant que l'on sache, le nombre de représentations que Gustav Walter a chantées dans ce rôle à l'Opéra de la Cour de Vienne est indiqué entre parenthèses.

### Répertoire
| Beethoven: - Florestan dans Fidelio (25) Cherubini: - le comte Armand dans Les Deux Journées (31) Donizetti: - Ernesto dans Don Pasquale (9) - Edgardo dans Lucia di Lammermoor (11) Meyerbeer: - Raoul de Nangis dans Les Huguenots (17) - Vasco da Gama dans L'Africaine (3) Mozart: - Belmonte dans Die Entführung aus dem Serail (9) - Don Ottavio dans Don Giovanni - Ferrando dans Così fan tutte (14) - Tamino dans Die Zauberflöte - Rôle-titre dans La clemenza di Tito (4) |  | Nicolai: - Fenton dans Die lustigen Weiber von Windsor (18) Rossini: - Arnold dans Guillaume Tell (30) Johann Strauß: - Gabriel von Eisenstein dans Die Fledermaus (2) Verdi: - le duc de Mantoue dans Rigoletto (7) - Manrico dans Il trovatore - Gustav III dans Un ballo in maschera (19) Wagner: - Erik dans Der fliegende Holländer (18) - Walter von der Vogelweide dans Tannhäuser - Rôle-titre dans Lohengrin (17) - Stolzing dans Die Meistersinger von Nürnberg - Loge dans Das Rheingold |

## Documents sonores

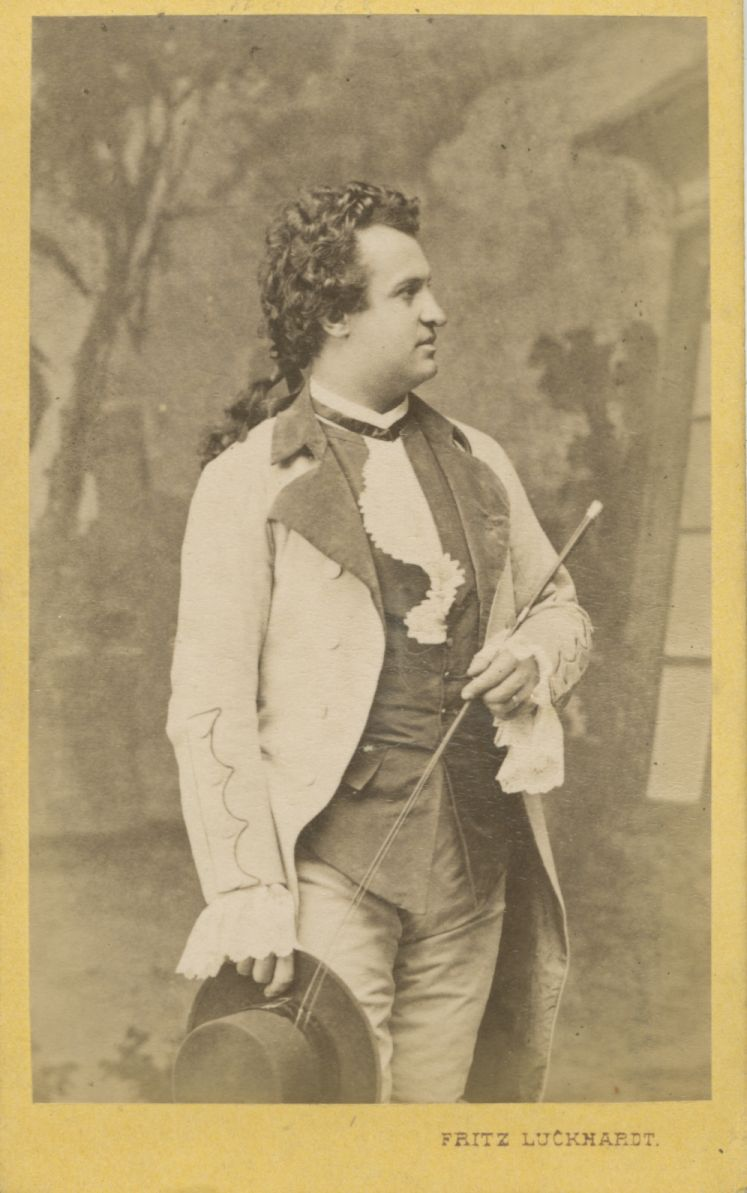
Gustav Walter (archives de Bergen).

## Famille
Walter a eu deux enfants qui ont poursuivi une carrière lyrique: sa fille Minna (Wilhelmine), née en 1863 et morte en 1901, qui a commencé une carrière brillante de soprano à l'opéra de Francfort-sur-le-Main et à l'opéra de Graz, a étgé invitée dans des rôles, comme Pamina, à l'opéra impérial de Vienne et s'est produite dans  un ensemble. Cependant sa carrière se termine lorsqu'elle à vingt-six ans, car elle épouse un aristocrate propriétaire terrien, l'intendant Carl von Pfeiffer-Weißenegg, et quitte la scène.
Son fils, Raoul Walter (1863-1917), est ténor comme son père après avoir poursuivi des études de droit. Il se fait reconnaître sur les scènes d'opérettes de Vienne, de Brünn, puis est engagé à l'opéra de Bavière à Munich où il remporte de grands succès, puis se spécialise comme chanteur de musique de chambre. Sa fille Maria, dite Mimi, a épousé le ténor Julius Patzak.
Gustav Walter habitait au no 2 de la Operngasse 2, tout près de son lieu de travail. Il meurt d'un accident vasculaire cérébral en 1910. Il est enterré au cimetière central de Vienne (groupe 16E).

## Hommage

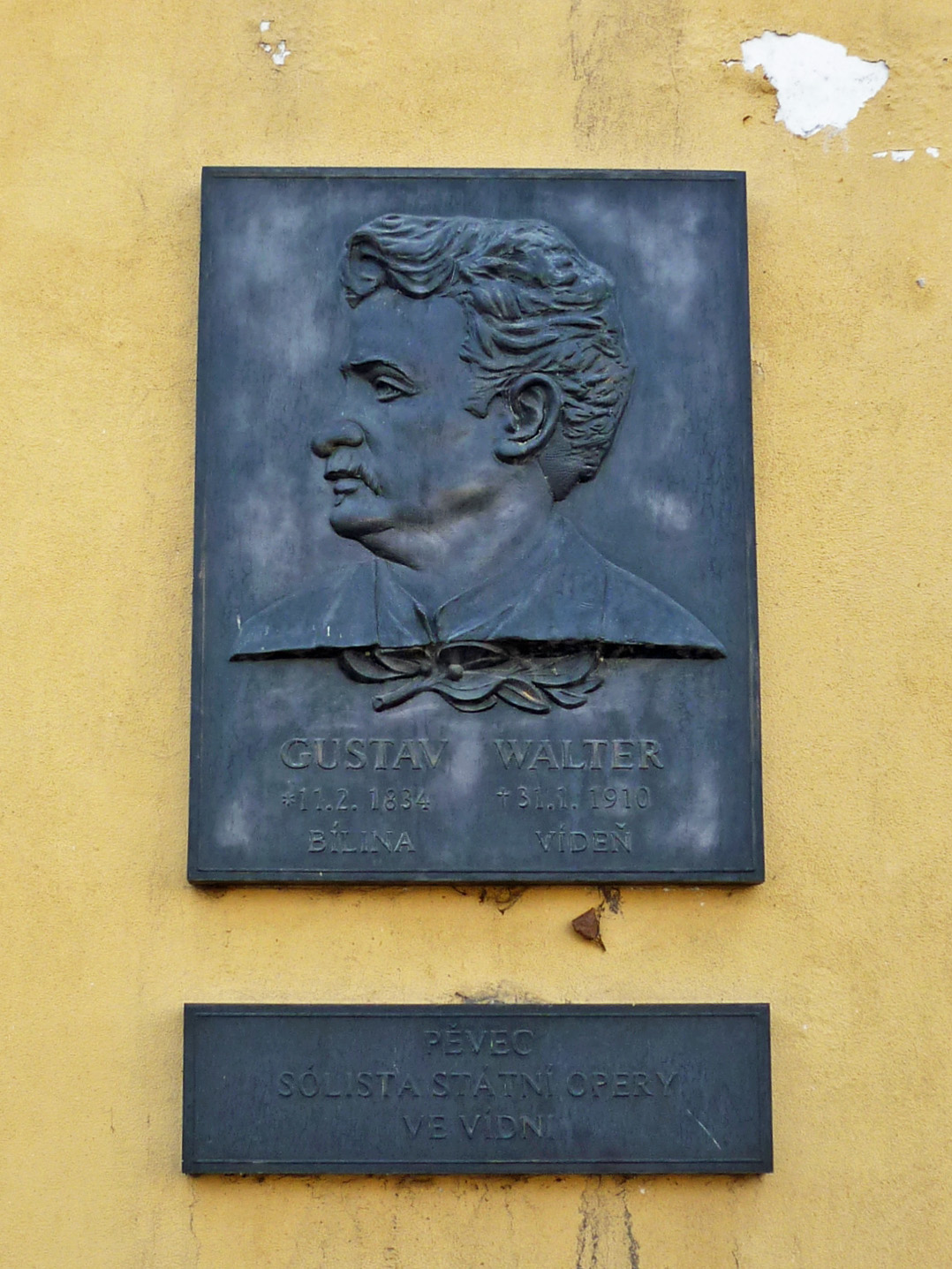
Plaque mémorielle sur la maison no 21/16 de Bílina.

Une plaque mémorielle a été installée dans sa ville natale de Bilin (aujourd'hui Bílina), sur le mur de l'école élémentaire d'art, le 2 juillet 2010. Elle a été inaugurée par son arrière-arrière-petite-fille, Gabriele Gaiser-Reich, née Walter, avec son portrait qu'elle a dévoilé. Le 29 avril 2011, l'école a pris le nom de Gustav Walter (ZUŠ Gustava Waltera).